# Lucheux
Lucheux je francouzská obec v departementu Somme v regionu Hauts-de-France. V roce 2012 zde žilo 577 obyvatel.

## Poloha obce
Obec leží u hranic departementu Somme s departementem Pas-de-Calais. Sousední obce jsou: Bouquemaison, Brévillers, Couturelle (Pas-de-Calais), Grincourt-lès-Pas (Pas-de-Calais), Grouches-Luchuel, Halloy (Pas-de-Calais), Humbercourt, Ivergny (Pas-de-Calais), Mondicourt (Pas-de-Calais), Pommera (Pas-de-Calais), Saulty (Pas-de-Calais), Le Souich (Pas-de-Calais), Sus-Saint-Léger (Pas-de-Calais) a Warlincourt-lès-Pas (Pas-de-Calais).

## Vývoj počtu obyvatel
Počet obyvatel